# Cerro Alto, Oaxaca
Cerro Alto är en ort i Mexiko.   Den ligger i kommunen San José Tenango och delstaten Oaxaca, i den sydöstra delen av landet, 300 km sydost om huvudstaden Mexico City. Cerro Alto ligger 1 094 meter över havet och antalet invånare är 237.
Terrängen runt Cerro Alto är kuperad åt sydväst, men åt nordost är den bergig. Runt Cerro Alto är det ganska tätbefolkat, med 185 invånare per kvadratkilometer. Närmaste större samhälle är Isla Soyaltepec, 17,6 km öster om Cerro Alto. I omgivningarna runt Cerro Alto växer i huvudsak städsegrön lövskog.